# Schwaikheim

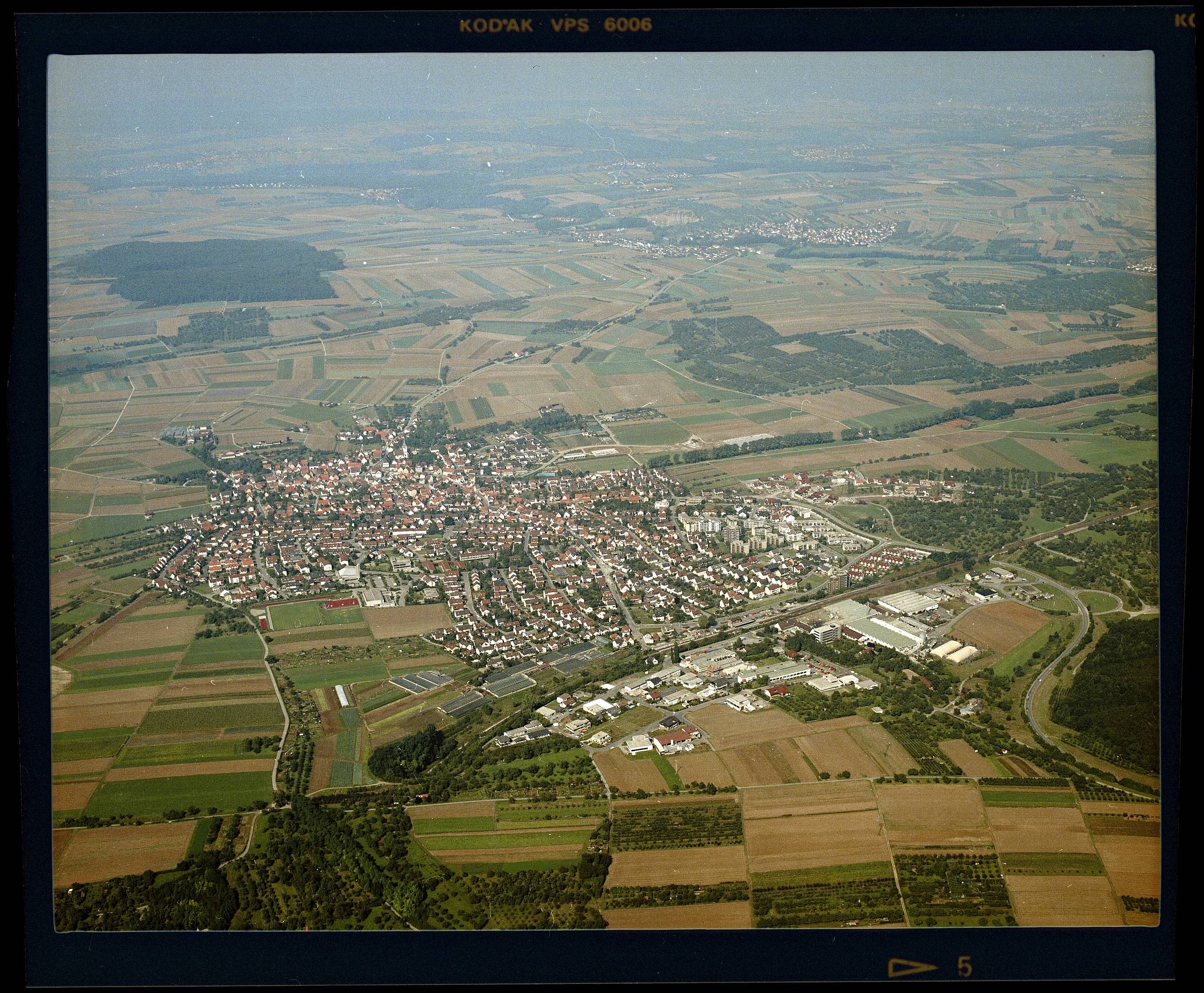
Luftbild von Schwaikheim (1983)

Die Gemeinde Schwaikheim (im lokalen Schwäbisch Schwoiga) liegt im Rems-Murr-Kreis im nördlichen Baden-Württemberg. Sie gehört zur Region Stuttgart (bis 1992 Region Mittlerer Neckar) und zur europäischen Metropolregion Stuttgart.

## Geographie

### Geographische Lage
Die Gemeinde Schwaikheim liegt gut fünf Kilometer nordnordöstlich vom Zentrum der Kreisstadt Waiblingen umgeben von Obstbaumwiesen, Feldern und bewaldeten Hügeln am Ufer des Zipfelbachs, der es von Winnenden im Osten her kommend durchquert und sich danach auf nordwestlichen Unterlauf zum Neckar wendet.
Das Gemeindegebiet liegt auf Höhen von 250 m – am Ausfluss des Zipfelbachs – bis 370 m ü. NN – auf dem bewaldeten Plattenberg im Südosten – fast ganz im Naturraum Neckarbecken und darin überwiegend in dessen Unterraum Inneren Backnanger Bucht. Am Südostrand reicht es über einen Zipfel der Äußeren Backnanger Bucht hinweg ein kleines Stück weit in einen Nordwestausläufer der Berglen hinein, die zum Nachbarnaturraum Schurwald und Welzheimer Wald zählen.

### Gemeindegliederung
Zur Gemeinde gehört als einziger Ort das gleichnamige Dorf. Auf dem Gebiet des heutigen Dorfs befand sich der abgegangene Hof Benningen.

### Flächenaufteilung
Nach Daten des Statistischen Landesamtes, Stand 2021.

### Nachbargemeinden
Angrenzende Gemeinden sind von Südwest über West bis Nordwest die Stadt Waiblingen, im Nordosten die Gemeinde Leutenbach, im Osten und Südosten die Stadt Winnenden und im Süden auf einem kleinen Stück Grenze auch die Gemeinde Korb.

## Geschichte

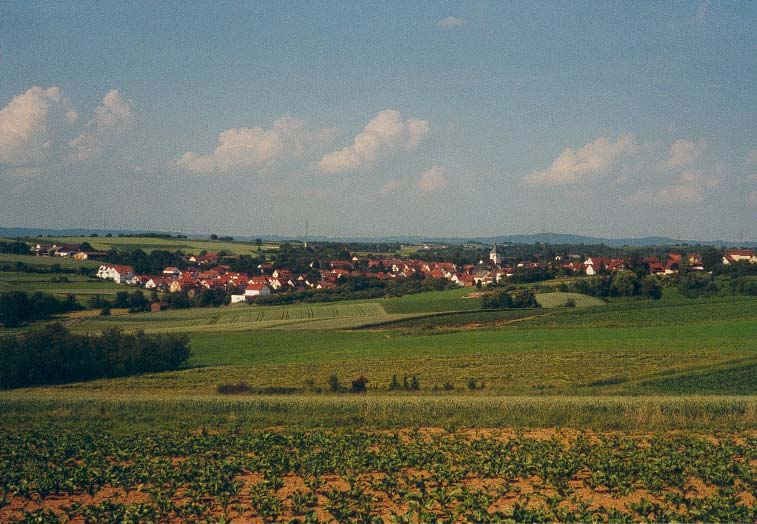
Blick auf Schwaikheim

### Vorgeschichte und Altertum
Funde zeigen, dass das Zipfelbachtal in der Jungsteinzeit (4000 bis 1800 v. Chr.) bewohnt war. Die Kelten, die zur späten Bronzezeit (1800 v. Chr.) oder frühen Eisenzeit (600 v. Chr.) hier lebten, wurden zu Anfang unserer Zeitrechnung von den Römern bezwungen. Aus der Keltenzeit blieb ein Grabhügel erhalten, welcher jedoch beim Bau der Murrbahn 1875 zerstört wurde. Dabei kamen Gebeine und Grabbeigaben zum Vorschein, die jedoch nicht erhalten geblieben sind.
In der Römerzeit gehörte das heutige Gemeindegebiet zum Dekumatland, dem rechtsrheinischen Gebiet der Provinz Germania superior (Obergermanien). Eine römische Siedlung befand sich westlich des Dorfes im Gewann Schönbühl. 1928 wurden bei einer Flurbereinigung erstmals Grundmauern einer römischen Villa rustica gefunden, allerdings geriet die Fundstelle wieder in Vergessenheit. Erst im Jahr 2003 konnten die Überreste unter Leitung von Fritz Schanbacher, einem Schwaikheimer Heimatforscher, ausgegraben werden. Die Lage der Villa rustica lässt vermuten, dass sich die Siedler dem Weinbau widmeten. Der Gutshof bestand wohl von 150-260 n. Chr. Eine Römerstraße, heute Römerweg genannt, führt von Schwaikheim nach Affalterbach und lässt sich heute noch recht gut verfolgen. Um das Jahr 260 verdrängten germanische Stämme, vor allem die Alemannen die Römer, die sich nach dem Limesfall auf Rhein und Donau zurückzogen. Nach dem Sieg der Franken über die Alemannen in der Schlacht von Zülpich 496 verlief die Stammesgrenze der Franken und Alemannen in der Nähe von Schwaikheim. Endgültig unter fränkische Herrschaft kam das Gebiet nach dem Blutgericht von Cannstatt 746, bei dem die Franken einen Teil des widerspenstigen alemannischen Adels hinrichteten.

### Mittelalter und frühe Neuzeit
Im Jahr 853 wurde Sueinincheim zum ersten Mal im Urkundenbuch des Reichklosters Lorsch an der Bergstraße erwähnt. In Schwaikheim saß ein Adelsgeschlecht, die Herren von Schwaikheim. Im Codex Hirsaugiensis wird um 1100 ein Nibelung von Schwaikheim (Nibelunc de Sweicheim) erwähnt, welcher dem Kloster Hirsau ein Grundstück in Benningen schenkte. Wahrscheinlich gehörte den Herren von Schwaikheim die Turmhügelburg am Zipfelbach. Später fiel der Ort an die Herren von Ebersberg. Zu einem unbekannten Zeitpunkt kauften dann die Grafen von Württemberg den Ort. Bei der Landesteilung gehörte Schwaikheim zum Amt Waiblingen und ab 1463 zum Amt Winnenden. Während des Dreißigjährigen Krieges wurden zahlreiche Menschen durch die Pest getötet. Als Folge der Franzoseneinfälle wurde Schwaikheim am 29. Juli 1693 angezündet.

### Von der Königszeit zur Gegenwart
Bei der Umsetzung der neuen Verwaltungsgliederung im 1806 gegründeten Königreich Württemberg wurde Schwaikheim 1808 dem Oberamt Waiblingen zugeordnet, welches 1934 in Kreis Waiblingen umbenannt wurde.
Mit dem 1876 eröffneten ersten Abschnitt der Murrbahn zwischen Waiblingen und Backnang erhielt Schwaikheim Anschluss an das Streckennetz der Württembergischen Eisenbahn. Schwaikheim wandelte sich von einer landwirtschaftlichen Dorfgemeinde in eine Industrie- und Arbeiterwohngemeinde.
Bei der Verwaltungsreform während der NS-Zeit in Württemberg gelangte Schwaikheim 1938 zum Landkreis Waiblingen.
Nach dem Zweiten Weltkrieg wurde der Ort 1945 Teil der Amerikanischen Besatzungszone und gehörte somit zum neu gegründeten Land Württemberg-Baden, das 1952 im jetzigen Bundesland Baden-Württemberg aufging.
1973 gab es die Kreisreform in Baden-Württemberg, bei der Schwaikheim zum Rems-Murr-Kreis kam.
Heute ist Schwaikheim eine moderne Gemeinde mit leistungsfähigen Handels-, Handwerks- und Industriebetrieben.

### Ortsneckname
Der Ortsneckname Schwaikheims ist „Schlappohra“ und stammt aus dem Dreißigjährigen Krieg. Die Geschichte besagt, dass schwedische Truppen Schwaikheim plündern wollten und die Schwaikheimer als Zeichen ihrer Armut die Hosentaschen nach außen stülpten und so den schwedischen Truppen entgegentraten. Da dies wie Schlappohren (schwäbisch: Schlappohra) aussah, behielten die Schwaikheimer im Umland diesen Namen.

## Religionen

### Geschichte
In Schwaikheim ist seit 1353 eine eigene Kirche belegt, nachdem der Ort zuvor nach Siegelhausen eingepfarrt war. Die heutige Mauritiuskirche wurde 1487 erbaut. Mit der Einführung der Reformation durch die Württemberger wurde Schwaikheim evangelisch-lutherisch. Als nach 1945 mit den Heimatvertriebenen wieder eine relevante Anzahl Katholiken nach Schwaikheim kam, wurde mit der Kirche St. Maria Hilfe der Christen auch ein katholisches Gotteshaus errichtet. Außer den beiden großen Konfessionen gibt es auch eine Evangelische Freikirche und eine neuapostolische Gemeinde in Schwaikheim.

### Konfessionsstatistik
Laut der Volkszählung 2011 waren im Jahr 2011 mit 41,6 % eine Mehrheit der Einwohner evangelisch, 23,2 % waren römisch-katholisch und 35,3 % waren konfessionslos, gehörten einer anderen Religionsgemeinschaft an oder machten keine Angabe. Laut einen Auszug aus der statistischen Auswertung des Zweckverbands „Komm.One“ sind derzeit (Stand 31. Dezember 2020) von den 9.459 Einwohnern 33,3 % evangelisch, 20,7 % römisch-katholisch und 46,1 % sind konfessionslos oder gehören einer anderen Religionsgemeinschaft an.
 Die Zahl der Protestanten und Katholiken ist demnach im beobachteten Zeitraum gesunken, während der Anteil der Konfessionslosen zunahm.

## Politik

### Bürgermeister
Bürgermeisterin ist seit dem 12. September 2021 die parteilose Astrid Loff. Die Wirtschaftswissenschaftlerin wurde mit 62,5 Prozent der Stimmen gewählt. Loff folgte Gerhard Häuser nach, der 2021 im Amt verstorben war.
- 1913: Friedrich Pfeiffer[13]
- 1925–1931: Albert Maier (†)[14]
- 1931–1945: Fritz Müller (erste Amtszeit)[15]
- 1945–1946: Karl Müller (†)[16]
- 1946–1948: Albert Rebmann (†)
- 1948–1966: Fritz Müller (zweite Amtszeit; † 1967)
- 1966–1994: Lothar Krüger († 2022)[17]
- 1994–2021: Gerhard Häuser († 2021)[18]
- seit 2021: Astrid Loff (parteilos)

### Gemeinderat
Der Gemeinderat in Schwaikheim hat 18 Mitglieder. Er besteht aus den gewählten ehrenamtlichen Gemeinderäten und der Bürgermeisterin als Vorsitzender. Die Bürgermeisterin ist im Gemeinderat stimmberechtigt. Die Kommunalwahl am 9. Juni 2024  führte zu folgendem Endergebnis.
| Parteien und Wählergemeinschaften | Parteien und Wählergemeinschaften                        | % 2024 | Sitze 2024 | % 2019 | Sitze 2019 | Kommunalwahl 2024 %403020100 36,6 %23,7 %23,3 %16,5 % CDU-FBSPDGrüneFDP-FWGewinne und Verlusteim Vergleich zu 2019 %p 18 16 14 12 10 8 6 4 2 0 −2 −4 −6 −8−3,5 %p−6,6 %p−6,3 %p+16,5 %pCDU-FBSPDGrüneFDP-FW |
| CDU-FB                            | Christlich Demokratische Union Deutschlands-Freie Bürger | 36,7   | 7          | 40,1   | 7          | Kommunalwahl 2024 %403020100 36,6 %23,7 %23,3 %16,5 % CDU-FBSPDGrüneFDP-FWGewinne und Verlusteim Vergleich zu 2019 %p 18 16 14 12 10 8 6 4 2 0 −2 −4 −6 −8−3,5 %p−6,6 %p−6,3 %p+16,5 %pCDU-FBSPDGrüneFDP-FW |
| SPD                               | Sozialdemokratische Partei Deutschlands                  | 23,7   | 4          | 30,3   | 6          | Kommunalwahl 2024 %403020100 36,6 %23,7 %23,3 %16,5 % CDU-FBSPDGrüneFDP-FWGewinne und Verlusteim Vergleich zu 2019 %p 18 16 14 12 10 8 6 4 2 0 −2 −4 −6 −8−3,5 %p−6,6 %p−6,3 %p+16,5 %pCDU-FBSPDGrüneFDP-FW |
| GRÜNE                             | Bündnis 90/Die Grünen                                    | 23,3   | 4          | 29,6   | 5          | Kommunalwahl 2024 %403020100 36,6 %23,7 %23,3 %16,5 % CDU-FBSPDGrüneFDP-FWGewinne und Verlusteim Vergleich zu 2019 %p 18 16 14 12 10 8 6 4 2 0 −2 −4 −6 −8−3,5 %p−6,6 %p−6,3 %p+16,5 %pCDU-FBSPDGrüneFDP-FW |
| FDP-FW                            | Freie Demokratische Partei-Freie Wähler                  | 16,5   | 3          | --     | --         | Kommunalwahl 2024 %403020100 36,6 %23,7 %23,3 %16,5 % CDU-FBSPDGrüneFDP-FWGewinne und Verlusteim Vergleich zu 2019 %p 18 16 14 12 10 8 6 4 2 0 −2 −4 −6 −8−3,5 %p−6,6 %p−6,3 %p+16,5 %pCDU-FBSPDGrüneFDP-FW |
| gesamt                            | gesamt                                                   | 100,0  | 18         | 100,0  | 18         | Kommunalwahl 2024 %403020100 36,6 %23,7 %23,3 %16,5 % CDU-FBSPDGrüneFDP-FWGewinne und Verlusteim Vergleich zu 2019 %p 18 16 14 12 10 8 6 4 2 0 −2 −4 −6 −8−3,5 %p−6,6 %p−6,3 %p+16,5 %pCDU-FBSPDGrüneFDP-FW |
| Wahlbeteiligung                   | Wahlbeteiligung                                          | 62,8 % | 62,8 %     | 60,4 % | 60,4 %     | Kommunalwahl 2024 %403020100 36,6 %23,7 %23,3 %16,5 % CDU-FBSPDGrüneFDP-FWGewinne und Verlusteim Vergleich zu 2019 %p 18 16 14 12 10 8 6 4 2 0 −2 −4 −6 −8−3,5 %p−6,6 %p−6,3 %p+16,5 %pCDU-FBSPDGrüneFDP-FW |

### Wappen
Das Schwaikheimer Wappen zeigt auf rotem Schildgrund einen goldenen, geraden Amtsstab, der schräg gekreuzt ist mit einem goldenen Abtsstab, der in einer Krümmung endet. Der Amtsstab ist hier als Zeichen für die alte Zugehörigkeit zu den württembergischen weltlichen Ämtern Winnenden und Waiblingen zu sehen, deren Vögte einst über Schwaikheim den Stab hielten, also die Gerechtigkeit ausführten. Der Abtsstab weist auf die historische Beziehungen Schwaikheims zu verschiedenen geistlichen Institutionen hin, vorab zum Stift Backnang.

### Städtepartnerschaft
Seit 1986 ist Gorron die Partnerstadt von Schwaikheim. Gorron ist eine kleine Stadt mit etwa 3.000 Einwohnern im französischen Département Mayenne in der Region Pays de la Loire.

## Wirtschaft und Infrastruktur

### Ansässige Unternehmen
- freeglass, Weltmarktführer im Bereich „plastic glazing“
- Kärcher Futuretech, Hersteller im Bereich ABC-Schutz, Wasseraufbereitung und Verpflegungssysteme.

### Freizeit und Tourismus
Als wichtigstes Fest in der Umgebung gilt das alle zwei Jahre (im Wechsel mit dem Feuerwehrfest) stattfindende Schwaikheimer Fleckenfest. Seit 2022 findet es als dreitägige Veranstaltung von Freitag bis Sonntag statt.

### Verkehr
Schwaikheim liegt verkehrsgünstig an der autobahnähnlich ausgebauten Bundesstraße 14 (Stuttgart–Schwäbisch Hall) mit einer Ausfahrt auf Gemeindegebiet. Über die B 14 ist ein direkter und schneller Anschluss an die Landeshauptstadt Stuttgart (20 km), die Kreisstadt Waiblingen (10 km) und an die Stadt Winnenden (5 km) gegeben.
Durch den Weiterbau der B 14 bis Leutenbach (2006) wurde eine erhebliche Verkehrsreduzierung im Ort verzeichnet.
Schwaikheim wird durch den ÖPNV von der Buslinie 339 (Waiblingen–Korb–Winnenden) und der Linie 389 (Waiblingen–Winnenden–Hertmannsweiler) mit dem Umland verbunden.
Des Weiteren verfügt der Ort mit dem Bahnhof Schwaikheim über einen eigenen S-Bahn-Anschluss der Linie S 3 (Backnang–Stuttgart-Flughafen) der S-Bahn Stuttgart.

### Bildung
Ab dem Schuljahr 2013/2014 ging die Grund- und Hauptschule mit Werkrealschule in Schwaikheim in eine Gemeinschaftsschule über. Die Schulform bereitet auf alle Bildungsabschlüsse vor (Hauptschulabschluss, Realschulabschluss, Abitur). Die Volkshochschule Winnenden ist auch für Schwaikheim zuständig und bietet vor Ort ebenfalls Kurse an.

## Kultur und Sehenswürdigkeiten
Neben der Alten Schmiede verfügt Schwaikheim über ein neueröffnetes Heimatmuseum über die Geschichte Schwaikheims und alte Handwerksberufe.

## Die Sage vom Teufelsbrunnen
Etwa auf halbem Weg zwischen Schwaikheim und Winnenden liegt im Zipfelbachtal ein kleines Sumpfgebiet, genannt Teufelsbrunnen. Nach einem Eintrag im Schwaikheimer Totenregister hatte sich die schwangere Dienstmagd Katharina Dorothea Spörlin im Mai 1792 aus Verzweiflung in dem Brunnen ertränkt. In früheren Zeiten sollen der Geist der Frau nachts als großes Licht und der des ungeborenen Kindes als kleines Licht in dem Sumpf zu sehen gewesen sein. Am 17. Januar 1816 soll die Frau dem Maurer und gläubigen Christen J.G.F. Leibfriz († 1839) erschienen und ihn gebeten haben, für ihre Seele zu beten. Obwohl ihm der örtliche Pfarrer eindringlich von dem Vorhaben abriet, ging Leibfriz am 19. Januar 1816 mit einigen Freunden zu dem Brunnen und betete zum Herrn für die Frau. Dann soll ihm der Geist der Magd und des Kindes erneut erschienen sein. Beide sollen lichthell geglänzt und sich nach dem Gebet in der Luft aufgelöst haben. Von dieser Zeit an hat kein Mensch mehr Irrlichter am Teufelsbrunnen gesehen. 
Leibfriz wurde nach dem Vorfall verhaftet und erklärte nach mehreren Verhören, dass er doch nichts gesehen habe. 1840 erschien in Justinus Kerners Zeitschrift Magikon ein Bericht von dem Vorfall, der mit einem W gekennzeichnet war. Wahrscheinlich handelt es sich bei dem Verfasser um den Schwaikheimer Pfarrer Heinrich Werner, der damals in Kontakt mit Justinus Kerner stand.

## Persönlichkeiten

### Ehrenbürger
- Johann Friedrich Eckstein, Kommunalpolitiker, Ehrenbürger seit 1911[22]
- Karl Lidle (* 1843; † 1923), Kommunalpolitiker, Ehrenbürger seit 1918[23]
- Lothar Krüger (* 3. Oktober 1929 in Berlin; † 4. September 2022), ehemaliger Bürgermeister von Schwaikheim und seit 1994 Ehrenbürger
- Fritz Müller (* 14. Juli 1902 in Schwäbisch Gmünd; † 6. April 1967), Bürgermeister von 1931 bis 1945 und von 1948 bis 1966
- Karl Müller (* 10. September 1913, † 17. Februar 1989), Große Verdienste für die Gemeinde, Gemeinderat
- Alfred Schefenacker (* 3. Juni 1912 in Esslingen; † 21. Oktober 1995), Gründer der Firma Schefenacker (heute Visiocorp und Odelo)
- Fritz Ulrich (* 12. Februar 1888 in Schwaikheim; † 7. Oktober 1969 in Stuttgart-Sillenbuch), Politiker (SPD), Landtags- und Reichstagsabgeordneter, Innenminister in Baden-Württemberg
- Kurt Vollmer (* 23. Juni 1934, † 8. November 1998), 16 Jahre Abgeordneter des Landtags von Baden-Württemberg und ab 1965 Mitglied des Kreistags des Rems-Murr-Kreises

### Söhne und Töchter der Gemeinde
- Fritz Ulrich (1888–1969), Landtags- und Reichstagsabgeordneter (SPD), Innenminister in Baden-Württemberg
- Kurt Vollmer (1934–1998), Landtagsabgeordneter (FDP)
- Oliver Straube (* 1971), Fußballspieler